# Eric Allman

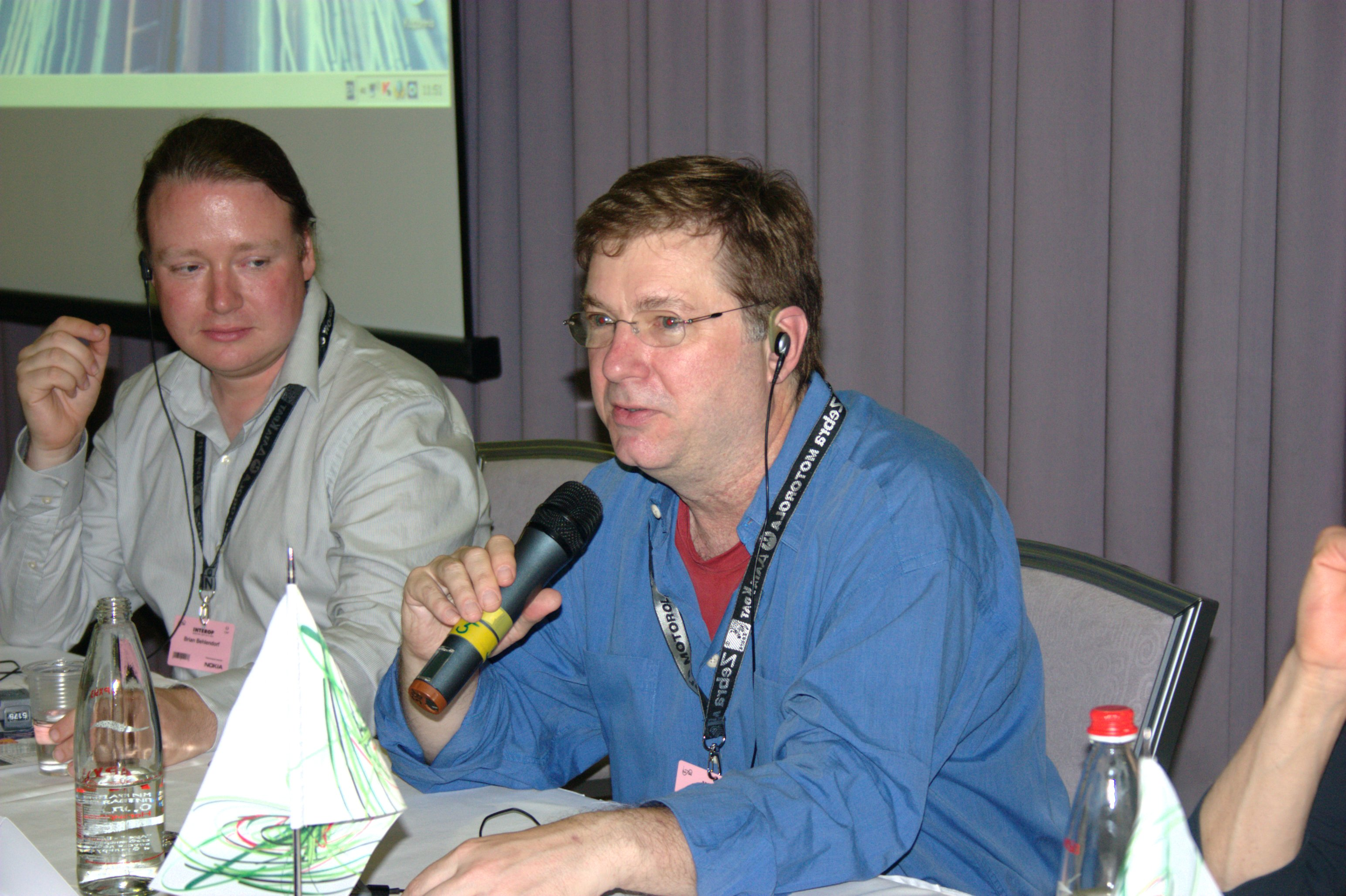
Eric Allman (2007)

Eric Allman (n. 2 septembrie 1955) este un programator american, co-fondator al "Sendmail, Inc." și autorul programului sendmail, primul program de transmis mesaje electornice. Alte programe făcute de Eric Allman mai sunt: syslog, tset, treku.